# Mariakapel (Velden, Vilgert)
De Mariakapel is een kapel bij Velden in de Nederlandse gemeente Venlo. De kapel staat in buurtschap Vilgert ten oosten van het dorp.
De kapel is gewijd aan de heilige Maria.

## Geschiedenis
In 1812 werd de kapel gebouwd door Petrus Vosbeek van de Medsenhof. Jarenlang was de uit 1550 stammende monstrans uit de kerk van Velden verstopt in de grond zodat deze niet in handen kwam van de Franse bezetter ten tijde van de Franse revolutie en de kerkvervolging. Op de plek waar de monstrans werd teruggevonden werd de kapel gebouwd.
In 1982 werd de kapel gerestaureerd, waarbij de gevels wit werden geschilderd. Op 19 mei 1984 werd de kapel door de pastoor opnieuw ingewijd.
Op 30 mei 2014 werd een replica van het oorspronkelijke beeld teruggeplaatst in de kapel.

## Gebouw
De wit geschilderde bakstenen kapel is opgetrokken op een rechthoekig plattegrond en wordt gedekt door een verzonken zadeldak met pannen. De kapel heeft een zwarte plint en geen vensters. De frontgevel en achtergevel zijn een puntgevel met schouderstukken, waarbij op de frontgevel een metalen kruis is aangebracht. De frontgevel bevat de rondboogvormige toegang van de kapel die wordt afgesloten met een ijzeren hek.
Van binnen is de kapel wit gestuukt en in de achterwand is een brede segmentboogvormige nis uitgespaard. In de nis staat omgeven door plexiglas het kleurrijke heiligenbeeld. Het beeld toont Maria met op haar linkerarm het kindje Jezus.